# Azerbaidjan als Jocs Olímpics d'Estiu de 2000
L'Azerbaidjan va participar en els Jocs Olímpics de Sydney 2000 a l'Austràlia. El Comitè Olímpic Nacional de l'Azerbaidjan va enviar un total de 31 atletes als Jocs a Sydney, per competir en 8 disciplines esportives.
Namiq Abdullayev va ser l'abanderat de l'Azerbaidjan en la cerimònia d'obertura.
Els atletes de l'Azerbaidjan han guanyat un total de 3 medalles: 2 medalles d'or i 1 medalla de bronze.

## Medaller
| Medalla | Atleta                 | Esport | Categoria             |
| ------- | ---------------------- | ------ | --------------------- |
| Or      | Namiq Abdullayev       | Lluita | Lluita lliure –54 kg. |
| Or      | Zemfira Meftahatdinova | Tir    | Skeet                 |
| Bronze  | Vugar Alekperov        | Boxa   | Pes mitjà             |

## Atletisme

### Categoria masculina
| Atleta         | Categoria | Sèrie   | Sèrie | Quarts de final | Quarts de final | Semi-final | Semi-final | Final     | Final     | Posició |
| Atleta         | Categoria | Temps   | Pos.  | Temps           | Pos.            | Temps      | Pos.       | Temps     | Pos.      | Posició |
| -------------- | --------- | ------- | ----- | --------------- | --------------- | ---------- | ---------- | --------- | --------- | ------- |
| Teymur Qasımov | 100 m.    | 10.97   | 7     | No avança       | No avança       | No avança  | No avança  | No avança | No avança | –       |
| Faiq Bağırov   | 800 m.    | 1:57.39 | 8     | No avança       | No avança       | No avança  | No avança  | No avança | No avança | –       |

| Atleta         | Categoria   | Classificacions | Classificacions | Final     | Final     | Posició |
| Atleta         | Categoria   | Distància       | Pos.            | Distància | Pos.      | Posició |
| -------------- | ----------- | --------------- | --------------- | --------- | --------- | ------- |
| Sergey Bochkov | Triple salt | 16.01 m.        | 30              | No avança | No avança | –       |

### Categoria femenina
| Atleta       | Categoria    | Final | Final |
| Atleta       | Categoria    | Temps | Pos.  |
| ------------ | ------------ | ----- | ----- |
| Aida İsayeva | 20 km. marxa | DNF   | DNF   |

## Boxa

### Categoria masculina
| Atleta               | Categoria      | 1a ronda            | 2a ronda        | Quarts de final | Semi-final      | Final     | Posició |
| -------------------- | -------------- | ------------------- | --------------- | --------------- | --------------- | --------- | ------- |
| Mahac Nuriddinovun   | Pes lleuger    | Aleksandr Maletin   | No avança       | No avança       | No avança       | No avança | 17      |
| Ruslan Xeyirov       | Pes wèlter     | BYE                 | Kamel Chater    | Oleg Saitov     | No avança       | No avança | 5       |
| Vugar Alakbarov      | Pes mitjà      | Peter Kariuki Ngumi | Paul Miller     | Akın Kuloğlu    | Jorge Gutiérrez | No avança | Bronze  |
| Ali Ismayilov        | Pes semipesant | Emil Krastev        | Sergey Mihaylov | No avança       | No avança       | No avança | 9       |
| Mahamed Aryphadzhyeu | Pes pesant     | Sebastian Köber     | No avança       | No avança       | No avança       | No avança | 9       |

## Halterofília

### Categoria masculina
| Atleta            | Categoria | Arrancada | Arrancada | Arrancada | Clean & Jerk | Clean & Jerk | Clean & Jerk | Total     | Posició |
| Atleta            | Categoria | #1        | #2        | #3        | #1           | #2           | #3           | Total     | Posició |
| ----------------- | --------- | --------- | --------- | --------- | ------------ | ------------ | ------------ | --------- | ------- |
| Elkhan Suleymanov | –62 kg.   | 130.0 kg. | 135.0 kg. | 135.0 kg. | 162.5 kg.    | 162.5 kg.    | 162.5 kg.    | 292.5 kg. | 8       |
| Turan Mirzəyev    | –69 kg.   | 140.0 kg. | 145.0 kg. | 147.5 kg. | 175.0 kg     | 180.0 kg.    | 182.5 kg.    | 327.5 kg. | 9       |
| Nizami Paşayev    | –85 kg.   | 155.0 kg. | 166.0 kg. | 166.0 kg. | 197.5 kg.    | 202.5 kg.    | 202.5 kg.    | 357.5 kg. | 12      |

### Categoria femenina
| Atleta          | Categoria | Arrancada | Arrancada | Arrancada | Clean & Jerk | Clean & Jerk | Clean & Jerk | Total     | Posició |
| Atleta          | Categoria | #1        | #2        | #3        | #1           | #2           | #3           | Total     | Posició |
| --------------- | --------- | --------- | --------- | --------- | ------------ | ------------ | ------------ | --------- | ------- |
| Təranə Abbasova | –53 kg.   | 70.0 kg.  | 75.0 kg.  | 75.0 kg.  | 85.0 kg.     | 90.0 kg.     | 92.5 kg.     | 165.0 kg. | 10      |

## Judo

### Categoria masculina
| Atleta          | Categoria | Preliminars   | 1a ronda       | 2a ronda    | Quarts de final | Semi-finals       | Repesca 1    | Repesca 2           | Repesca 3   | Repesca extra         | Final     | Posició |
| --------------- | --------- | ------------- | -------------- | ----------- | --------------- | ----------------- | ------------ | ------------------- | ----------- | --------------------- | --------- | ------- |
| Elçin İsmayılov | –60 kg.   | BYE           | Brendon Crooks | David Moret | Natik Bahirau   | Alisher Mukhtarov | Omar Rebahi  | Bazarbek Donbay     | No avança   | No avança             | No avança | 7       |
| Mehman Azizov   | –81 kg.   | Gastón García | No avança      | No avança   | No avança       | No avança         | No avança    | No avança           | No avança   | No avança             | No avança | –       |
| Rəsul Səlimov   | –90 kg.   | BYE           | Gabriel Lama   | —           | Keith Morgan    | No avança         | Robert Ivers | Jean-Claude Raphaël | Brian Olson | Frédéric Demontfaucon | No avança | 5       |

### Categoria femenina
| Atleta             | Categoria | 1a ronda    | Quarts de final | Semi-finals | Repesca 1        | Repesca 2          | Repesca 3    | Final     | Posició |
| ------------------ | --------- | ----------- | --------------- | ----------- | ---------------- | ------------------ | ------------ | --------- | ------- |
| Zülfiyyə Hüseynova | –57 kg.   | Mária Pekli | No avança       | No avança   | Françoise Nguele | Pernilla Andersson | Kie Kusakabe | No avança | 7       |

## Lluita

### Categoria masculina
| Atleta              | Categoria          | Eliminacions       | Eliminacions       | Eliminacions       | Eliminacions       | Quarts de final    | Semi-final         | Final              | Posició            |
| Atleta              | Categoria          | #1                 | #2                 | #2                 | Pos.               | Quarts de final    | Semi-final         | Final              | Posició            |
| Lluita grecoromana  | Lluita grecoromana | Lluita grecoromana | Lluita grecoromana | Lluita grecoromana | Lluita grecoromana | Lluita grecoromana | Lluita grecoromana | Lluita grecoromana | Lluita grecoromana |
| ------------------- | ------------------ | ------------------ | ------------------ | ------------------ | ------------------ | ------------------ | ------------------ | ------------------ | ------------------ |
| Natig Eyvazov       | –54 kg.            | Lázaro Rivas       | Ercan Yıldız       | Jotham Pellew      | 2                  | No avança          | No avança          | No avança          | 7                  |
| İslam Duquçiyev     | –69 kg.            | Juha Lappalainen   | Parviz Zeidvand    | ―                  | 1                  | Valeri Nikitin     | No avança          | No avança          | 6                  |
| Xviça Biçinaşvili   | –76 kg.            | Kim Jin-Su         | Nazmi Avluca       | ―                  | 3                  | No avança          | No avança          | No avança          | 16                 |
| Lluita lliure       |                    |                    |                    |                    |                    |                    |                    |                    |                    |
| Namiq Abdullayev    | –54 kg.            | Jin Ju-Dong        | Martin Liddle      | ―                  | 1                  | BYE                | Amiran Kardanov    | Sammie Henson      | Or                 |
| Arif Abdullayev     | –58 kg.            | Yevhen Buslovych   | Martin Berberyan   | Othmar Kuhner      | 3                  | No avança          | No avança          | No avança          | 9                  |
| Şamil Əfəndiyev     | –63 kg.            | Jang Jae-Seong     | Štefan Fernyák     | Musa Ilhan         | 2                  | No avança          | No avança          | No avança          | 7                  |
| Elşad Allahverdiyev | –76 kg.            | Ruslan Khinchagov  | Jannie du Toit     | ―                  | 2                  | No avança          | No avança          | No avança          | 10                 |
| Davud Məhəmmədov    | –97 kg.            | Islam Bayramukov   | Wilfredo Morales   | ―                  | 2                  | No avança          | No avança          | No avança          | 13                 |
| Rəcəb Əshəbəliyev   | –130 kg.           | Kerry McCoy        | Merab Valiyev      | ―                  | 2                  | No avança          | No avança          | No avança          | 9                  |

## Natació

### Categoria masculina
| Atleta       | Categoria     | Sèrie | Sèrie | Final     | Final     | Posició |
| Atleta       | Categoria     | Temps | Pos.  | Temps     | Pos.      | Posició |
| ------------ | ------------- | ----- | ----- | --------- | --------- | ------- |
| Emin Quliyev | 50 m. lliures | 25.36 | 7     | No avança | No avança | 60      |

### Categoria femenina
| Atleta         | Categoria     | Sèrie | Sèrie | Final     | Final     | Posició |
| Atleta         | Categoria     | Temps | Pos.  | Temps     | Pos.      | Posició |
| -------------- | ------------- | ----- | ----- | --------- | --------- | ------- |
| Alisa Xalıyeva | 50 m. lliures | 28.79 | 3     | No avança | No avança | 59      |

## Salts

### Categoria masculina
| Atleta          | Categoria        | Preliminars | Preliminars | Semi-final | Semi-final | Final     | Final     | Posició |
| Atleta          | Categoria        | Punts       | Pos.        | Punts      | Pos.       | Punts     | Pos.      | Posició |
| --------------- | ---------------- | ----------- | ----------- | ---------- | ---------- | --------- | --------- | ------- |
| Emin Cəbrayilov | Plataforma 10 m. | 334.74      | 26          | No avança  | No avança  | No avança | No avança | 26      |

## Tir

### Categoria femenina
| Atleta                 | Categoria            | Preliminars | Preliminars | Final     | Final     | Posició |
| Atleta                 | Categoria            | Punts       | Pos.        | Punts     | Pos.      | Posició |
| ---------------------- | -------------------- | ----------- | ----------- | --------- | --------- | ------- |
| Irada Ashumova         | Pistola d'aire 10 m. | DNF         | DNF         | DNF       | DNF       | –       |
| Irada Ashumova         | Pistola ràpida 25 m. | 569         | 31          | No avança | No avança | 31      |
| Zemfira Meftaxetdinova | Skeet                | 73          | 1           | 98        | 1         | Or      |